# Эршлер, Борис Вульфович
Борис Вульфович (Владимирович) Э́ршлер (22 августа (4 сентября) 1908, Симферополь — 22 июня 1978) — советский химик, лауреат Сталинской премии (1953), соавтор схемы (модели) Эршлера-Рэндлса.

## Биография
Родился 22 августа (4 сентября) 1908 года в Симферополе в семье земского врача. В 1923 года с родителями переехал в Москву.
Окончил химическое отделение Московского высшего технического училища (1930) с квалификацией инженера-технолога по специальности «биохимия».
Работал в Институте консервной промышленности и одновременно там же учился в аспирантуре, выполняя исследования по применению ультра-фильтрации для различения коллоидов и кристаллоидов.
В октябре 1934 году перешёл в НИФХИ имени Л. Я. Карпова, в отдел поверхностных явлений, возглавляемый академиком А. Н. Фрумкиным.
В сентябре 1941 года призван в армию и зачислен начальником лаборатории в батальон химзащиты МВО в звании инженер-майора. В феврале 1943 года направлен в НИИ эпидемиологии и гигиены Красной Армии Уральского военного округа (разработка бактериологического оружия).
В марте 1944 году по ходатайству А. Н. Фрумкина демобилизован, вернулся в НИФХИ им. Л. Я. Карпова, где работал сначала старшим научным сотрудником, затем — заведующим лабораторией. В этот период опубликовал ряд работ по химическим источникам тока, двойному электрическому слою и др.
В 1948 году после ухода А. Н. Фрумкина перешёл в Теплотехническую лабораторию АН СССР, которая в 1958 г. была преобразована в Институт теоретической и экспериментальной физики (ИТЭФ). Там руководил сектором № 7 (до конца 1960-х гг.).
Участник ядерного проекта.
Автор публикаций, с которых начинается ряд новых направлений в радиационной химии, например, химия короткоживущих частиц (мюония, позитрония), электрохимическая импедансная спектроскопия.
После выхода на пенсию (1973) продолжал работать в должности старшего научного сотрудника-консультанта.
Умер 22 июня 1978 года.
Сын — Эршлер, Александр Борисович, доктор химических наук (1986).

## Научная деятельность
Был одним из соавторов схемы (модели) Эршлера-Рэндлса.
Изучая электрохимическое растворение платины, выдвинул теорию пассивности платины. Эта теория и её экспериментальное подтверждение легли в основу докторской диссертации, защищённой 26 июня 1941 года (утверждён в учёной степени и в звании профессора уже после войны, в мае 1946 года).

### Научные публикации
- Радиолиз воды в присутствии Н2 и О2 под действием излучения реактора, осколков деления и рентгеновского излучения [Текст] / П. И. Долин, Б. В. Эршлер. — Москва : [б. и.], 1955. — 30 с. : ил.; 22 см. — (Доклады, представленные СССР на Международную конференцию по мирному использованию атомной энергии; 8)
- О пассивности платины [Текст] / Б. Эршлер. Журнал физ. химии. 1940 г., Т. XIV, вып. 3, с. 357—367 с черт.
- О пассивности платины / Б. В. Эршлер // Тр. Второй конф. по коррозии металлов. — М. — Л. : Изд-во АН СССР, 1943. — Т. 2. — С. 52-66.
- Измерение сечения поглощения и сечения радиационного захвата урана-233 для котельного спектра нейтронов [Текст] / Г. М. Кукавадзе, Л. Л. Гольдин, М. П. Аникина, Б. В. Эршлер. — Москва : [б. и.], 1955. — 13 с. : ил.; 22 см. — (Доклады, представленные СССР на Международную конференцию по мирному использованию атомной энергии; 10).

## Признание
- Сталинская премия второй степени (1953) — за расчётные и экспериментальные работы по созданию атомного котла